# 한미연합군사령부
한미연합군사령부(韓美聯合軍司令部, ROK/US Combined Forces Command, ROK-US CFC)는 대한민국과 미국 정부의 합의에 의해 대한민국 국군과 주한 미군(USFK)을 통합 지휘하는 군사 지휘기관으로, 1978년 11월 창설되었다.
사령관은 미 육군 대장, 부사령관은 대한민국 육군 대장이 맡도록 되어 있다. 현재 사령관은 폴 러캐머라 대장이다. 서울 용산구 용산 기지에 주둔하였다가 2022년에 경기도 평택시 캠프 험프리스로 이전했다. 부대 특성 미군과 대한민국 국군이 지휘부의 정 보직, 부 보직을 나눠 담당하기 때문에 다른 부대에서는 찾아볼 수 없는 부참모장과 부주임원사가 편제되어 있다.
한국과 미국, 육해공군이 연합하였다는 특성상 한국군끼리는 경례시 '단결'을 구호로 한다. 미군 장교에게 경례하거나 미군이 한국군 장교에게 경례할 때는 미군의 관례에 따라 구호를 생략한다.

## 개요

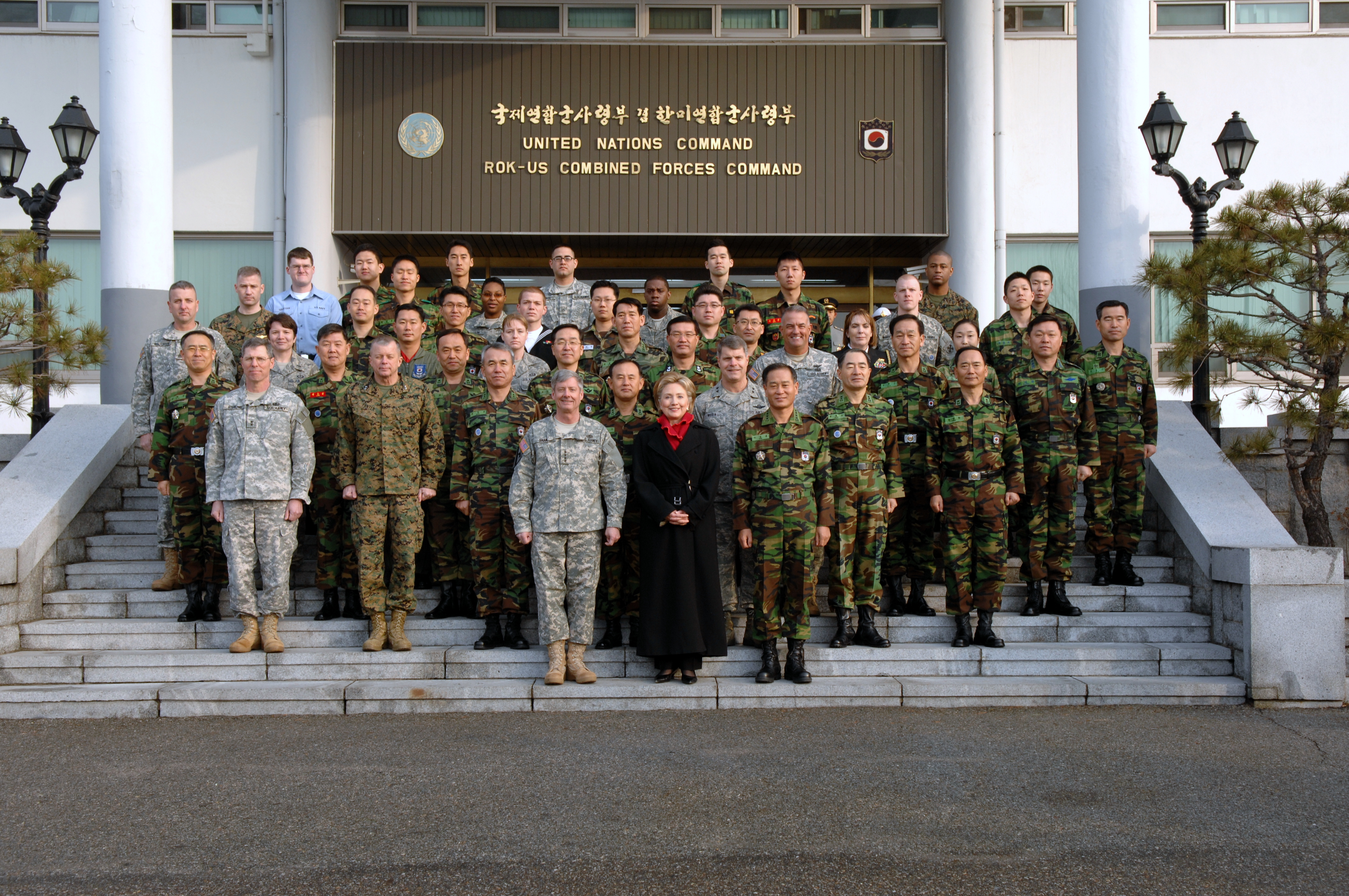
한미연합사령부 본부

전시 작전통제권이 대한민국에 전환되면, 대한민국 국군의 합동참모본부로 전시 작전통제권이 귀속되며, 한미연합사령부는 공식 해체될 예정이다. 이후 미군 한국사령부와 같이 2개의 전투 사령부가 전시 작전을 수행하게 된다.
해체되는 한미연합사령부를 대신하여 양국간 연락장교 역할을 담당할 동맹군사협조본부(AMCC)가 설치될 예정이며, 이 협조본부는 양국 국방장관의 협의체인 한미안보협의회(SCM)과 양국합참의장이 주관하는 군사위원회의 지휘를 받게 된다. 그리고 한미연합사 해체와 동시에 한미연합작전계획인 작전계획 5027-04는 폐지된다.

## 역사

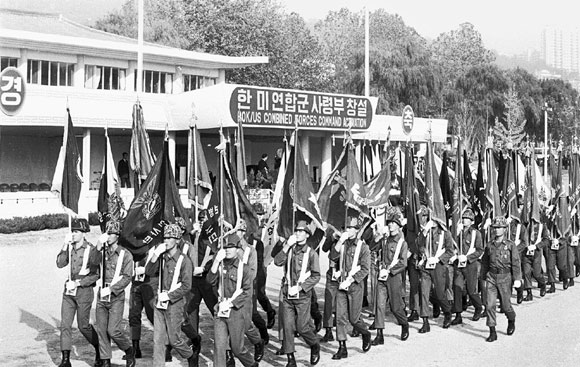
1978년 한미연합사령부 창설식

1978년 11월 7일, 서울특별시 용산구 용산 기지에서 창설되었다.
2010년 6월 27일, 이명박 대한민국 대통령과 오바마 미국 대통령은 대한민국의 전시작전권 전환 시기를 2015년 12월로 연기하기로 합의하였다. 단, 전작권 전환 시기 조정에 맞춰 필요한 실무 작업을 진행하도록 양국 국방장관에게 지시하기로 하였다. 더 이상의 연기는 없을 것으로 하였다.
2014년 9월 18일, 미국 국방부가 210 화력 여단과 한미연합군사령부의 기존 위치 잔류를 요청하였다. 대한민국 국방부는 다각적인 연합 전력 조율과 전시작전통제권의 환수 문제로 조율하고 있기에 잔류 요청을 거부하지 못했다.

## 작전 통제권
원래 대한민국의 대통령이 행사하던 전시 작전통제권의 미군 위임에는, 1989년까지 모두 3번의 변화가 있었다. 한국전쟁 직후, 대통령 이승만은 유엔군 사령관에게 전시와 평시 작전통제권을 위임하였다. 군사정변으로 박정희 정부가 들어선 직후, 국가재건최고회의와 유엔사령부는 공동성명으로 유엔 사령관은 "공산침략으로부터 한국을 방어하기 위해서만" (전시와 평시의) 작전통제권을 행사한다는 발표를 했다. 1978년 한미연합사령부가 창설된 이후부터는 유엔군 사령관은 휴전선 관련 직무만 수행하고, 한미연합사령관이 작전통제권을 행사하는 것으로 전환되었다.
1989년 한국군 내부에서 작전통제권을 이양 받아야 한다는 주장이 일어나자, 워싱턴의 미국 관리들은 불필요한 오해를 없애기 위해 한미연합사령관을 한국군 장군으로 임명하는 것도 나쁘지 않겠다는 것을 논의했었다. 한미연합사는 사령관 부사령관, 부장 차장이 상명하복의 관계가 아니며, 미국측 사령관, 한국측 사령관, 미국측 참모, 한국측 참모로 불리며, "항상 협의하는 관계"라고 명시되었다.

## 구조
대한민국 국군과 주한 미군의 부대는 모두 소속 군종과 목적에 따라 각각 예하 사령부에 구분, 편성되며 비정규전과 심리전부대는 전시에 활동을 개시한다.
- 사령부 본부
- 상시
  - 연합육군구성사령부(Combined Ground Component Command (CGCC))
  - 연합해군구성사령부(Combined Naval Component Command (CNCC)
  - 연합공군구성사령부(Combined Air Component Command (CACC))
  - 연합해병구성사령부(Combined Marine Component Command (CMFC))
- 전시
  - 연합특수전사령부(Combined Unconventional Warfare Task Force (CUWTF), 연합 비정규전 태스크포스)
  - 연합심리전사령부(Combined Psychological Operations Task Force (CPOTF), 연합 심리작전 태스크포스)

### 지휘부
- 한미연합군사령관/주한미군사령관: 미국 육군 대장 제이비어 브런슨
- 한미연합군사령부 부사령관: 대한민국 육군 대장 강신철(육사 46기)
- 한미연합군사령부 참모장/미국 육군 제8군 사령관[6]: 미국 육군 중장 윌라드 벌레슨
- 한미연합군사령부 부참모장/유엔군사령부 군사정전위원회 수석대표[7]: 대한민국 육군 소장 강인규(육사 47기)
- CGCC/육군지상작전사령관: 대한민국 육군 대장 강호필(육사 47기)
- CNCC
  - (평시) 해군작전사령관: 대한민국 해군 중장 황선우(해사 45기)
  - (전시) 제7함대사령관: 미국 해군 중장 칼 토마스
- CACC/제7공군 사령관: 미국 공군 중장 스콧 플레우스
- CMCC/해병대사령관: 대한민국 해병대 중장 주일석(해사 46기)

### 연합지상군구성군사령부
- 육군지상작전사령부
- 미국 제8군사령부

### 연합해군구성사령부
- 해군작전사령부
- 제7함대

### 연합공군구성사령부

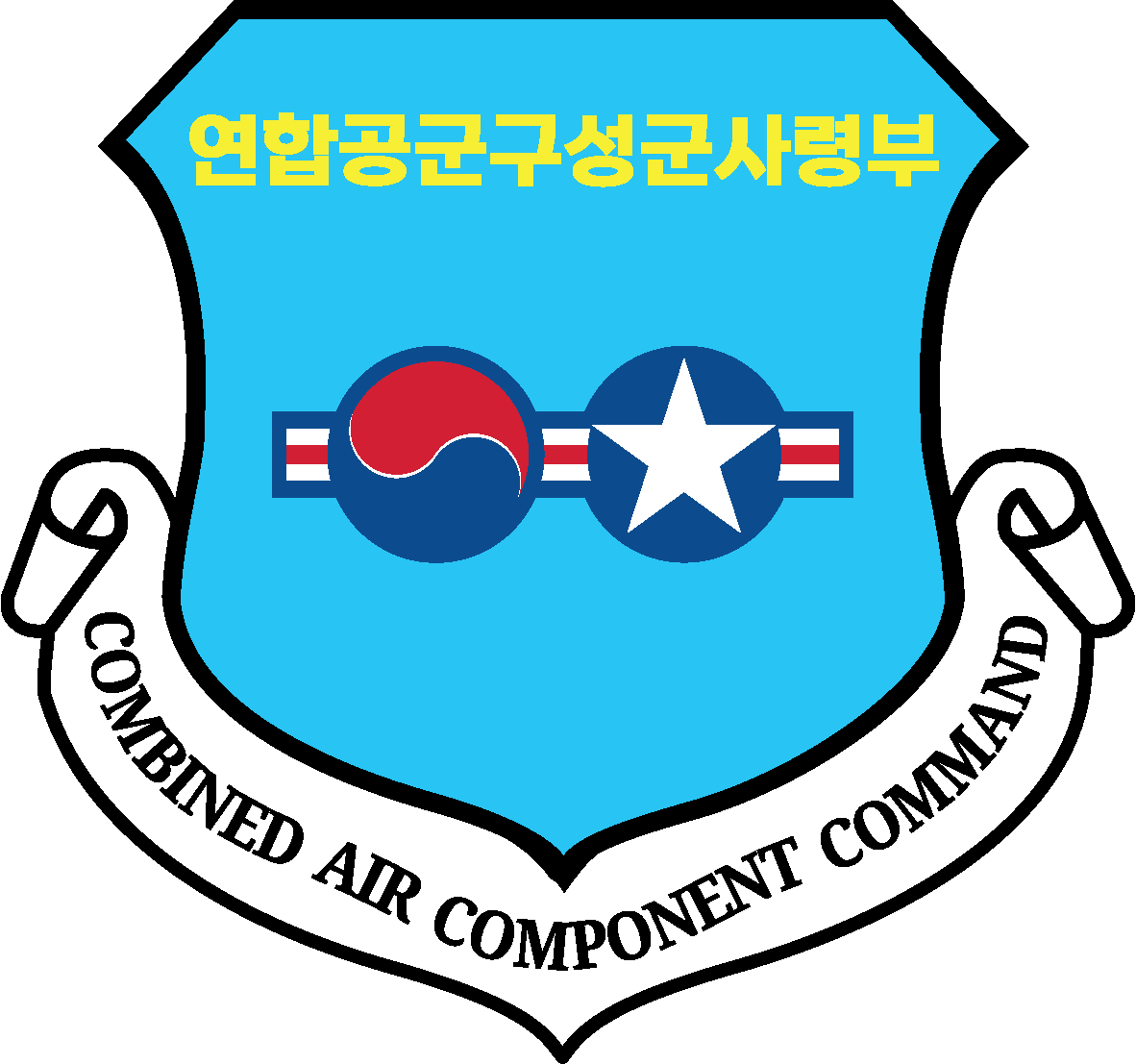
연합공군구성군사령부의 마크

제7공군과 공군작전사령부가 주둔하고 있는 오산 공군기지에 본부를 두고 두 사령부가 전시에 연합 작전을 위해 편성되었다. CACC 사령관에 제7공군 사령관, CAC 부사령관에 공군작전사령관이 내정되어 있다.
2009년 2월 4일, 주한 미군은 연합공군사령부(Combined Airforce Command (CAC))를 창설하는 계획을 세웠었다. 6월 24일, 차후에 전시 작전통제권이 반환되면 CACC를 연합공군사령부로 재편성하고, 대한민국 공군이 지휘를 주도할 수 있도록 변경되었다. 제7공군 사령관인 제프리 레밍턴 중장은 한국 공군에 대해 C4I, CAS, 상호 운용능력, JTAC 요원이 부족하다고 지적하였다.

### 연합특수전사령부
분쟁이나 전시에는 400명 이상의 규모로 커지며 대한민국 육군특수전사령부의 사령관이 CUWTF의 사령관을, 주한 미군 특수 작전 사령부의 사령관은 부사령관을 맡게 된다. 그리고 대한민국 육군의 특수전여단 전체와 태평양 지역을 담당하는 제1특전단이 연합 특수전사령부에 배속된다.

### 연합심리전사령부
대한민국 국방부에서 개최된 제20차 한미군사위원회에서 전시에 심리전사령부를 편성하기로 합의하였다. 3단계 전투준비태세(DEFCON-3)가 발령될 경우, 한국군의 준장과 한미 연합참모단의 지휘를 받으며, 북한 주민들을 자유민주주의 체제에 동화시켜 저항을 억제시키는 임무를 가진다.

## 같이 보기
- 대한민국의 전시작전권 전환
- 전시 작전통제권
- 주한미군지위협정
- 주한 미군
- 제1군단 (대한민국-미국)
- 한미 안보협의회의
- 한미 군사위원회 회의
- 한미상호방위조약

## 참고

### 인용
1. ↑  “한미연합사의 평택 시대 개막 -김열수 한국군사문제연구원 안보전략실장”. 2023년 7월 25일에 확인함.
2. ↑  “2009년 6월호 한미연합사, 이대로 해체되나”. 월간조선. 2009년 6월.
3. ↑  이재원 (2010년 6월 2일). “전작권 전환 ‘2015년 12월’로 연기 합의”. KBS@News. 2013년 10월 5일에 원본 문서에서 보존된 문서. 2011년 6월 5일에 확인함.
4. ↑  박석호 (2014년 9월 18일). “미, 화력여단·연합사 잔류 요청…미군기지 이전 ‘빨간불’”. KBS 뉴스. 2014년 10월 15일에 확인함.
5. ↑  육정수 기자, 동아일보, 1989년 2월 22일, 5면
6. ↑  전시가 되면 미국 육군 제8군 사령관 하나만 담당하며 한미연합군사령부 참모장 보직을 한미연합군사령부 부참모장에게 물려준다.
7. ↑  전시가 되면 유엔군사령부 군사정전위원회 수석대표 보직이 없어지며 한미연합군사령부 참모장으로 격상한다.
8. ↑  김하진 (2009년 2월 6일). “한미연합공군사령부 창설은 공군 작전권 포기”. 오마이뉴스. 2016년 12월 19일에 확인함.
9. ↑  이상헌 (2009년 6월 24일). “"韓준비되면 공군지휘권도 넘겨"(종합)”. 연합뉴스. 2016년 12월 19일에 확인함.
10. ↑  김필재 (2008년 4월 16일). “美 특수전 인력, 최근 韓美군사훈련 최대규모 참가”. 미래한국. 2012년 2월 1일에 확인함.
11. ↑  “오늘 제 20차 한.군사위원회(대체)”. SBS. 1999년 1월 14일. 2014년 11월 6일에 확인함.
12. ↑  “한.미 한반도 유사시 심리전사령부 가동”. 영남일보. 1999년 1월 14일. 2014년 11월 6일에 확인함.
13. ↑  홍장기 (2012년 8월 6일). “한미, 연합심리전·특전사령부 창설”. 내일신문. 2014년 11월 6일에 확인함.

### 자료
- “Combined Forces Command” (영어). United States Forces Korea. 2020년 2월 10일에 확인함.
- “U.S. Forces, Korea / Combined Forces Command” (영어). 글로벌시큐리티. 2013년 8월 5일에 확인함.